# 大和市市民交流拠点ポラリス
大和市市民交流拠点ポラリス（やまとししみんこうりゅうきょてんポラリス）は、神奈川県大和市が運営する同市北部の市民交流施設。

## 構成
- 2階
  - アリーナ（体育館）
- 1階
  - 会議室x3
  - 多目的室
  - 市民交流スペース
  - 親子交流サロン・親子交流テラス・プレイルーム

## 最寄り駅
- 小田急電鉄・東急電鉄 中央林間駅から南方へ徒歩3分